# Coll de Creu (Ralleu)
El Coll de Creu és una collada situada a 1.708,3 metres d'altitud al límit dels termes comunals de Ralleu, de la comarca del Conflent, i de Matamala, de la del Capcir, tots dos a la Catalunya del Nord.
És a la zona nord-oest del terme de Ralleu i a la nord-est del de Matamala, a prop al nord del Pla de les Saleres i damunt, a l'oest, d'on es forma la Ribera de Ralleu.
És un coll dins de l'itinerari habitual d'excursions per les Garrotxes del Conflent i el Capcir, tant per a caminades com per a bicicleta de muntanya d'esquí de fons, o de raquetes de neu.